# Theodore Frelinghuysen
Theodore Frelinghuysen (Franklin Township (New Jersey), 4 augustus 1817 – New Brunswick (New Jersey), 20 mei 1885) was een Amerikaans politicus. Hij was burgemeester van Newark en lid van de Amerikaanse Senaat. In 1844 was hij namens de Whigs kandidaat voor het vicepresidentschap.

## Levensloop
Theodore werd geboren als de achterkleinzoon van Theodorus Jacobus Frelinghuysen, een van de leiders van de First Great Awakening. Hij studeerde rechten aan het College of New Jersey, tegenwoordig beter bekend als de Princeton-universiteit. Hij werd in 1804 toegelaten tot de balie in Newark. Tijdens de Oorlog van 1812 leidde Frelinghuysen een vrijwillerscompagnie.
Frelinghuysen bedankte in 1817 voor een zetel in het hooggerechtshof van de staat New Jersey en werd in plaats daarvan minister van Justitie van diezelfde staat. In 1829 maakte hij de overstap naar de Senaat. Hij leidde daar de oppositie tegen de Indian Removal Act van president Andrew Jackson.
Na zijn vertrek uit de Senaat was Frelinghuysen van 1837 tot 1838 burgemeester van Newark. In 1844 werd hij tijdens de partijconventie van de Whigs gekozen als running mate van Henry Clay. Frelinghuysen werd gekozen omdat hij bekend stond als een rechtlijnig politicus, in tegenstelling tot Clay die een reputatie had opgebouwd dat hij beschikte over een moreel flexibel paspoort. Frelinghuysen kon echter op weinig steun rekenen in het zuiden vanwege zijn tegenstand tegen de Indian Removal Act. Bovendien had hij ook weinig op met Rooms-katholieke stemmers. Frelinghuysen was lid van de protestantse American Bible Society die de bekering van Katholieken propageerde, maar dat keerde zich nu tegen hem. De Whigs verloren daardoor mede de verkiezingen.
Frelinghuysen was van 1839 tot 1850 voorzitter van de New York University en van 1850 tot 1862 van Rutgers College. Verder leidde hij verschillende christelijke organisaties, zoals de American Board of Commissioners for Foreign Mission (1841-1857) en de American Bible Society (1846-1862). Hij was een actief tegenstander van de slavernij. De voormalige senator was vicepresident van de American Colonization Society die de hervestiging van vrijgelaten slaven in nieuwe kolonies in Afrika nastreefde.

## Persoonlijk
In 1809 trouwde Frelinghuysen met Charlotte Mercer, maar zij kregen geen kinderen. Toen zijn broer overleed adopteerde zij zijn zoon Frederick Theodore Frelinghuysen, die later minister van Buitenlandse Zaken werd. Na het overlijden van Mercer in 1854 hertrouwde hij in 1857 met Harriet Pumpelly.
- Gemeinsame Normdatei: 118953443
- International Standard Name Identifier: 0000 0000 2415 8719
- Library of Congress Control Number: n85367540
- National Archives and Records Administration: 127539668
- Nationale Bibliotheek van Israël: 987007381101005171
- SNAC: w6cc0z69
- Biographical Directory of the United States Congress: F000373
- Virtual International Authority File: 10645372
- WorldCat: E39PBJhCKrmQCvMxwmY6T4HQv3